# Notommata allantois
Notommata allantois är en hjuldjursart som beskrevs av Wulfert 1935. Notommata allantois ingår i släktet Notommata och familjen Notommatidae. Arten är reproducerande i Sverige. Inga underarter finns listade i Catalogue of Life.